# Sessenta e nove
69 (sessenta e nove, LXIX) é um número natural. Ele é precedido pelo 68 e sucedido pelo 70.
É o sexto número ímpar interprimo.
Pode ser escrito de forma única como a soma de dois números primos: {\displaystyle 69=2+67\,}.